# Arado E.500
Die Arado E.500 war das Konzept für einen Zerstörer der Arado Flugzeugwerke, das 1936 entwickelt wurde. Die Besatzung sollte aus vier Personen bestehen.

## Beschreibung
Aufgrund des relativ kurz gehaltenen Flugzeugrumpfes und der verlängerten beiden Leitwerksträger konnte dieser Flugzeugtyp eine schwere Angriffs- und Abwehrbewaffnung aufnehmen. Letztere bestand aus zwei Drehtürmen an der Rumpfober- bzw. Rumpfunterseite, die mit je zwei 2-cm-Kanonen bestückt waren. Der obere Drehturm sollte dabei von einem Bordschützen manuell bedient werden, während der an der Rumpfunterseite in einer Wanne liegende zweite Schütze diesen über eine Periskopanlage steuerte. Der dritte Schütze bediente die starren Waffen am Bug der Maschine.
Arado entwickelte von der E.500 ein 1:1-Mock-up, das jedoch nicht das Interesse des Technischen Amtes des Reichsluftfahrtministeriums fand. Das Projekt wurde daraufhin eingestellt.